# HITA
HITA（1984年12月26日—），本名姬栎栎，北京人，中國大陆女歌手、杂志编辑，曲風以汉语古风音乐为主。是原創音樂團隊「墨明棋妙」的成员之一。被其粉丝称为古风御姐、塔姐，曲风多变。著名作品有《赤伶》、《再逢明月照九州》、《凤于九天》、《采薇》、《礼仪之邦》等。

## 外部連接
- HITA的新浪微博 （页面存档备份，存于）
- QQ音乐上HITA的歌曲 （页面存档备份，存于）
- .   [2018-01-03]. （原始内容存档于2018-02-02） （中文（臺灣）及中文（中国大陆））.
- 豆瓣上的HITA粉丝团 （页面存档备份，存于）